# Lutzomyia tortura
Lutzomyia tortura är en tvåvingeart som beskrevs av Young D. G., Rogers T. E. 1984. Lutzomyia tortura ingår i släktet Lutzomyia och familjen fjärilsmyggor. Inga underarter finns listade i Catalogue of Life.